# Caba
Caba (Bayan ng Caba) är en kommun i Filippinerna. Kommunen ligger på ön Luzon, och tillhör provinsen La Union. Folkmängden uppgår till 22 039 invånare år 2015.
Caba är indelat i 17 barangayer.